# Vigneron (patronyme)
Pour les articles homonymes, voir Vigneron (homonymie).
Vigneron est un nom de famille français.

## Étymologie
Vigneron est un nom de métier. Un vigneron est une personne qui cultive la vigne pour produire du raisin qu'elle transforme en vin pour sa consommation et/ou pour le vendre.

## Fréquence
En 1900, il y avait 9 692 personnes dénommées « Vigneron » en France, dont beaucoup dans la région de Nancy.

## Variantes
On trouve aussi des Vigneron d'Heucqueville, Vigneron Larosa, Vigneron-Fouillet, Vigneron-Gillier, Vigneront, Vignerond, Vignerot, etc..